# Монтерозі
Монтерозі (італ. Monterosi) — муніципалітет в Італії, у регіоні Лаціо,  провінція Вітербо.
Монтерозі розташоване на відстані близько 37 км на північний захід від Рима, 30 км на південний схід від Вітербо.
Населення — 4485 осіб (2014).
Щорічний фестиваль відбувається 21 січня. Покровитель — Santi Vincenzo ed Anastasio.

## Демографія
Населення за роками:

Станом на 1 січня 2023 року в муніципалітеті офіційно проживало 825 іноземців з 55 країн, серед них 517 громадян країн Євросоюзу та 11 громадян України.

## Сусідні муніципалітети
- Непі
- Сутрі
- Тревіньяно-Романо